# Torre del Almirante
La Torre del Almirante, también llamada Torre de la Almiranta o Torre de la Infanta, es una torre vigía situada en Algeciras (provincia de Cádiz, Andalucía, España), en la zona conocida como El Polvorín, integrada en el Paseo Cornisa. Formó parte del sistema de torres de vigilancia costera. Es Bien de Interés Cultural desde 1985.

## Torre del Almirante
Durante la Edad Media la torre situada en el emplazamiento de la actual formaba parte del sistema de torres almenaras que protegían la costa próxima a Al-Yazirat Al-Hadra. Esta torre controlaba la Playa de El Rinconcillo, invisible desde Algeciras, frente a desembarcos desde la costa de la Bahía de Algeciras. Se ignora el momento en que fue construida y en las fuentes medievales aparece por primera vez durante el cerco de la ciudad de Algeciras en 1344 por parte de Alfonso XI cuando la torre fue base de operaciones del Almirante Egidio Boccanegra de la escuadra genovesa. Se desconoce su tamaño y organización interior si la poseía debido a que fue arrasada en el siglo XVI.

## Batería de la Torre de la Almiranta
Los restos que hoy se conservan corresponden a una reconstrucción realizada en el siglo XVII dentro del plan de defensa costera frente a los piratas berberiscos apareciendo por primera vez en un mapa de la Bahía de Algeciras de 1608. Debido a la pérdida de la ciudad de Gibraltar en 1704 se realizaron varias ampliaciones a la torre ante posibles incursiones británicas en la costa, y se destinó un destacamento de un Cuerpo de Guardia en el lugar. Más adelante, durante el siglo XVIII, se mantuvo en el lugar una batería provisional artillada que participó en los asedios a Gibraltar y en la defensa de la ciudad durante la Batalla de Algeciras de 1801; la batería estaba ocupada en tiempos de paz por un destacamento del Cuerpo de Guardia compuesto por ocho hombres, un cabo y un oficial de Infantería establecidos en una barraca de madera muy precaria; en caso de ser necesario a la dotación del Cuerpo de Guardia se le podían sumar ocho hombres más y un sargento de Infantería, así como la batería provisional. Esta batería poseía cuatro cañones de a 24 camuflados por un parapeto de cestones y tierra; estos cañones eran capaces de defender la entrada norte de la ciudad de Algeciras, invisible desde ella.
Posteriormente las instalaciones fueron reutilizadas como polvorín hasta que una explosión destruyó el fuerte y parte de la torre. Durante el siglo XX se construyeron varios nidos de ametralladoras que aún hoy se conservan.